# Monoala
Un monoala è un modello di aereo radiocomandato a tutta ala, a freccia positiva e profilo autostabile realizzato in materiale plastico espanso, di solito depron da 3 mm o da 6 mm. 
Questi modelli si caratterizzano per i bassi costi di realizzazione legati ai materiali usati, per il peso contenuto (che può essere anche inferiore ai 300 grammi) e per le buone caratteristiche di volo.
La struttura presenta una buona resistenza agli urti, consentendo di resistere a pressoché qualunque tipo di atterraggio o di maltrattamento, tanto che è possibile realizzare un vero e proprio combattimento aereo, con tanto di scontri fisici tra aeromodelli e ripresa del volo dopo lo scontro.
Come motorizzazione impiega motori brushless che possono portare il modello a grandi velocità (60 km/h o più) permettendo manovre acrobatiche di ogni tipo.
Per il controllo del volo, il monoala utilizza due alette mobili con funzione di elevoni, cioè appendici che fungono allo stesso tempo da elevatori e da alettoni. 
È necessario quindi un radiocomando in grado di miscelare i due canali (configurazione degli elevoni) oppure un dispositivo elettronico (V-TAIL) che svolge la stessa funzione installato direttamente sul modello.